# Джіджі Проєтті
Луїджі «Джіджі» Проєтті (італ. Luigi «Gigi» Proietti; 2 листопада 1940, Рим — 2 листопада 2020, там само) — італійський актор та співак.

## Життєпис
Народився 2 листопада 1940 року в Римі в родині Романо Проєтті з міста Амелія, Умбрія, та Джованни Чечі з міста Леонесса, провінція Рієті. Середню освіту отримав у римському Liceo Ginnasio Statale «Augusto», після чого вступив на юридичний факультет Університету Ла Сап'єнца, де почав відвідувати курси акторської майстерності під керівництвом Джанкарло Кобеллі. Після кількох сценічних робіт (перший справжній успіх принесла роль Адемара в музичній комедії «Алілуйя, добрі люди»), 1966 року дебютував в кіно та на телебаченні. 1968 року виконав головну роль у стрічці «Крик» Тінто Брасса.
З юності захоплювався музикою, грав на гітарі, фортепіано, акордеоні та контрабасі. Ще навчаючись у школі виступав як співак у римських нічних клубах. 1968 року виконав головну музичну тему в телесеріалі «Піквікський клуб» за однойменним романом Дікенса, де зіграв Альфреда Джингла. У 1995—1996 роках у складі гурту Trio Melody спільно з Пеппіно ді Капрі й Стефано Палатрезі записав альбом «Ma che ne sai…(se non hai fatto il piano-bar)» (1995). Його сольна кар'єра налічує 11 музичних альбомів та 15 синглів.
З'явився у кількох міжнародних кінопроєктах, таких як «Побачення» (1969) Сідні Люмета, «Весілля» (1978) Роберта Олтмена та «Хто вбиває найкращих кухарів Європи?» (1978) Теда Котчеффа. Багато працював як актор дубляжу, озвучував італійською персонажів Роберта де Ніро, Шона Коннері, Сильвестра Сталлоне, Річарда Бертона, Дастіна Гоффмана, Пола Ньюмана, Чарлтона Гестона, Марлона Брандо, також продублював італійською Дональда Сазерленда в фільмі «Казанова Фелліні» (1976). Озвучив італійською чарівника Гендальфа у кінотрилогії «Гоббіт».
1976 року спільно з Роберто Лерічі написав сценарій власного театрального шоу «A me gli occhi, please», яке зазнало великого успіху й витримало 300 вистав. 1978 року, очоливши спільно з Сандро Мерлі художнє керівництво римського Театру Бранкаччі, створив власну Лабораторію сценічних вправ, серед випускників якої Флавіо Інсіна, Паола Тіціана Кручіані, Франческа Нунці та інші.
У 1996—2008 роках виконав роль маршала (інспектора) Джованні Рокка в однойменному детективному серіалі, дія якого відбувається в місті Вітербо (регіон Лаціо), почесним громадянином якого актор став у вересні 2013 року.
2013 року опублікував автобіографічну книгу «Tutto sommato qualcosa mi ricordo». 2015 року вийшла його збірка оповідань «Decamerino».
Джіджі Проєтті помер 2 листопада 2020 року в римській лікарні «Вілла Маргарита» від інфаркту у свій 80-й день народження.

## Особисте життя
Із 1967 року до своєї смерті Проєтті перебував у фактичному шлюбі зі шведкою Сагіттою Альтер, з якою познайомився 1962 року (пара ніколи офіційно не реєструвала шлюб). Їхні обидві доньки — Сюзанна і Карлотта, також стали акторками.

## Вибрана фільмографія
| Рік       |    | Українська назва                     | Оригінальна назва                        | Роль                                                              |
| --------- | -- | ------------------------------------ | ---------------------------------------- | ----------------------------------------------------------------- |
| 1966      | ф  | Приємні ночі                         | La piacevoli notti                       | маршал Маріо де Коллі                                             |
| 1968      | ф  | Крик                                 | L'uoro                                   | Косо                                                              |
| 1968      | ф  | Матріарх                             | La matriarca                             | Сандро Мальдіні                                                   |
| 1968      | с  | Піквікський клуб                     | Il Circolo Pickwick                      | Альфред Джингл                                                    |
| 1968      | ф  | Надто складнá дівчина                | Una ragazza piuttosto complicata         | П'єтро                                                            |
| 1969      | ф  | Побачення                            | The Appointment                          | Фабре                                                             |
| 1970      | ф  | Бранкалеоне у хрестових походах      | Brancaleono alle crociate                | Фатум, Коломбіно, Смерть                                          |
| 1970      | ф  | Вибулий                              | Drop Out                                 | Чеко                                                              |
| 1971      | ф  | Бубу                                 | Bubu                                     | Джуліо                                                            |
| 1971      | ф  | Леді Свобода                         | La mortadela                             | Мікеле Бруні                                                      |
| 1972      | ф  | Порядок є порядок                    | Gli ordini sono ordini                   | Маріо Пасіні                                                      |
| 1972      | ф  | Мео Патачча                          | Meo Patacca                              | Мео Патачча                                                       |
| 1973      | ф  | Тоска                                | La Tosca                                 | Маріо Каварадоссі                                                 |
| 1973      | ф  | Власність більше не є крадіжкою      | La Proprietà non è più un furto          | Пако                                                              |
| 1975      | ф  | Жити заради кохання                  | Conviene far bene l'amore                | Енріко Нобіле                                                     |
| 1976      | ф  | Дім задоволень для жінок             | House of Pleasure for Women/Bordella     | Айвенго Цуччолі                                                   |
| 1976      | ф  | Спадщина Феррамонті                  | L'eredita Ferramonti                     | Піппо Феррамонті                                                  |
| 1977      | ф  | Казотто                              | Casotto                                  | Джіджі                                                            |
| 1978      | ф  | Весілля                              | A Wedding                                | Діно Кореллі                                                      |
| 1978      | ф  | Хто вбиває найкращих кухарів Європи? | Who is Killed the Great Shefs of Europe? | Равелло                                                           |
| 1979      | ф  | Два шматки хліба                     | Due pezzi di pane                        | власник готелю                                                    |
| 1980      | ф  | Не хочу тебе більше знати, коханий   | Non ti conosco più amore                 | Альберто Спінеллі                                                 |
| 1981      | с  | Фреголі                              | Fregoli                                  | Леопольдо Фреголі                                                 |
| 1994      | с  | Італійський ресторан                 | Italian restaurant                       | Джуліо Брокколі                                                   |
| 1994      | ф  | Дочка д'Артаньяна                    | La fille de d'Artagnan                   | кардинал Мазаріні                                                 |
| 1996—2008 | с  | Маршал Рокка                         | Il maresciallo Rocca                     | маршал Джованні Рокка                                             |
| 1997—2000 | с  | Адвокат Порта                        | L'avvocato Porta                         | Антоніо Порта                                                     |
| 1999      | ф  | Брудна білизна                       | Panni sporchi                            | професор Родольфо Меоькіоррі                                      |
| 2002      | ф  | Скажені скачки                       | Febbre da cavallo — La mandtakata        | Бруно "Мандраке" Фйоретті                                         |
| 2005      | с  | Ветеринар                            | Il veterinario                           | Джіджі Гаруллі                                                    |
| 2008      | ф  | Літо на морі                         | Un'estate al mare                        | Джуліо Бонетті                                                    |
| 2009      | ф  | Літо на Карибах                      | Un'estate ai Caraibi                     | Альберто                                                          |
| 2010      | тф | Святий Філіпо Нері                   | Preferisco il Patadiso                   | Філіпо Нері                                                       |
| 2011      | ф  | Всі в морі                           | Tutti al mare                            | Ніно                                                              |
| 2011      | ф  | Блокбастер                           | Box Office 3D                            | професор Сіленціо (маг) в сегменті «Еффі Сфотте і доба правління» |
| 2017      | ф  | Премія                               | Premio                                   | Джованні Пассамонте                                               |
| 2019      | ф  | Піноккіо                             | Pinoccio                                 | Манджафоко                                                        |

## Дискографія
Альбоми:
- 1971 — Alleluja brava gente
- 1971 — Bubù
- 1972 — Meo Patacca
- 1975 — Nun je da' retta Roma
- 1976 — Sono un uomo semplice con i peli sul petto…
- 1977 — A me gli occhi please
- 1979 — Gaetanaccio
- 1981 — Stanno suonando la nostra canzone
- 1983 — Le more
- 1989 — I 7 re di Roma
- 1997 — Il fatto è… che non ti so dimenticare

Сингли:
- 1971 — Amaro fiore mio/Lo paradiso
- 1971 — Ascolta la canzone/La maestra di mandolino
- 1971 — Se io non ci sarò/La voglia di scannarli tutti quanti
- 1972 — Meo Patacca/Quante n'avemo dette
- 1973 — Nun je da' retta Roma/Mi madre è morta tisica/Tremate lo stesso… (з Монікою Вітті)
- 1974 — Che brutta fine ha fatto il nostro amore/Lettera ad un amico
- 1975 — La ballata di Carini/Tema d'amore
- 1975 — Me so magnato er fegato/La vita è n'osteria
- 1975 — Se dovessi cantarti/Alibi (з Орнеллою Ваноні)
- 1976 — Sono un uomo semplice con i peli sul petto/Dove è andata Mari
- 1979 — Me vie' da piagne/Tango della morte (з Дарією Ніколоді)
- 1979 — Canzone a Nina/Bevi un bicchiere
- 1981 — Prima de pijà sonno/Sempre la stessa vitaccia…
- 1983 — Foxtrot/Apri la finè
- 1985 — Chi me l'ha fatto fa'/Cosa hai da guardare

## Нагороди та номінації
Срібна стрічка
- 1971 — Номінація на найкращого актора другого плану (Бранкалеоне у хрестових походах).
- 1997 — Найкращий дубляж чоловічої ролі (Роберт де Ніро, «Казино»).
- 2003 — Найкращий актор («Скажені скачки»).
- 2018 — За життєві досягнення.

Золота хлопавка
- 2011 — Почесна премія за кар'єрні досягнення[18].

Давид ді Донателло
- 2021 — Почесна премія за кар'єрні досягнення[19].

## Відзнаки
- 2003 — Орден «За  заслуги перед Італійською Республікою», Великий офіцер[20]; командор (1991).